# Profesionalen Futbolen Klub Černo More Varna 2014-2015
Questa voce raccoglie le informazioni riguardanti il Profesionalen Futbolen Klub Černo More Varna nelle competizioni ufficiali della stagione 2014-2015.

## Rosa
| N. |                        | Ruolo | Calciatore      |
| -- | ---------------------- | ----- | --------------- |
| 1  | Bulgaria (bandiera)    | P     | Iliya Nikolov   |
| 3  | Bulgaria (bandiera)    | C     | Daniel Georgiev |
| 4  | Bulgaria (bandiera)    | D     | Mihail Venkov   |
| 5  | Bulgaria (bandiera)    | D     | Stefan Stanchev |
| 6  | Bulgaria (bandiera)    | D     | Kiril Kotev     |
| 7  | Bulgaria (bandiera)    | C     | Bekir Rasim     |
| 8  | Capo Verde (bandiera)  | C     | Sténio          |
| 9  | Spagna (bandiera)      | A     | Bacari          |
| 10 | Paesi Bassi (bandiera) | C     | Marc Klok       |
| 11 | Bulgaria (bandiera)    | A     | Zhivko Petkov   |
| 13 | Bulgaria (bandiera)    | C     | Simeon Rajkov   |
| 14 | Bulgaria (bandiera)    | A     | Georgi Bozhilov |

| N. |                      | Ruolo | Calciatore          |
| -- | -------------------- | ----- | ------------------- |
| 17 | Bulgaria (bandiera)  | C     | Ivan Kokonov        |
| 18 | Polonia (bandiera)   | C     | Marcin Burkhardt    |
| 19 | Martinica (bandiera) | C     | Mathias Coureur     |
| 20 | Bulgaria (bandiera)  | A     | Villyan Bijev       |
| 22 | Colombia (bandiera)  | C     | Sebastián Hernández |
| 23 | Mali (bandiera)      | D     | Mamoutou Coulibaly  |
| 24 | Bulgaria (bandiera)  | D     | Slavi Stalev        |
| 28 | Bulgaria (bandiera)  | D     | Toni Stoichkov      |
| 33 | Bulgaria (bandiera)  | P     | Georgi Kitanov      |
| 40 | Serbia (bandiera)    | P     | Aleksandar Čanović  |
| 84 | Bulgaria (bandiera)  | C     | Todor Palankov      |
| 91 | Bulgaria (bandiera)  | D     | Zhivko Atanasov     |